# Faustine (Goethe)
Faustine ist eine literarische Figur von Johann Wolfgang von Goethe.

## Elegische Figur
In den Römischen Elegien (XXI./18.) schreibt Goethe: Darum macht Faustine mein Glück: sie teilet das Lager / Gern mit mir, und bewahrt Treue dem Treuen genau. Namentlich wird sie nur an dieser Stelle genannt, ihre Herkunft in der XVIII./15. Elegie angegeben. In der Literatur spricht man von Faustina.
Eckart Kleßmann schreibt hierzu: Ein italienischer Goethe-Forscher fand heraus, dass Faustina dokumentarisch nachweisbar ist.
Faustina war Tochter des Gastwirtes Agostino di Giovanni, wurde 1764 geboren, heiratete 1784, hatte einen kleinen Sohn und war verwitwet. Sie arbeitete als Kellnerin in der „Osteria alla Campana“.
Goethe bestätigte dies 1827 in einem Gespräch mit dem Maler Wilhelm Zahn. Dieser berichtete von seiner Reise nach Rom und Einkehr in die „Osteria alla Campana“. Goethe erwiderte: In dieser Osteria hatte ich meinen gewöhnlichen Verkehr. Hier traf ich die Römerin, die mich zu den Elegien begeisterte. In Begleitung ihres Oheims kam sie hierher, und unter den Augen des guten Mannes verabredeten wir unsere Zusammenkünfte, indem wir den Finger in den verschütteten Wein tauchten und die Stunde auf den Tisch schrieben.
Diese Szene wird in der XVIII./15. Elegie ausführlich beschrieben. … Und noch schöner von heut an seid mir gegrüßet, ihr Schenken,
/ Osterien, wie euch schicklich der Römer benennt; /
Denn ihr zeiget mir heute die Liebste, begleitet vom Oheim, /
Den die Gute so oft, mich zu besitzen, betrügt. …
… Lauter sprach sie, als hier die Römerin pfleget, kredenzte, /
Blickte gewendet nach mir, goß und verfehlte das Glas. /
Wein floß über den Tisch, und sie, mit zierlichem Finger, /
Zog auf dem hölzernen Blatt Kreise der Feuchtigkeit hin. /
Meinen Namen verschlang sie dem ihrigen; immer begierig /
Schaut ich dem Fingerchen nach, und sie bemerkte mich wohl. /
Endlich zog sie behende das Zeichen der römischen Fünfe /
Und ein Strichlein davor. Schnell, und sobald ichs gesehn, /
Schlang sie Kreise durch Kreise, die Lettern und Ziffern zu löschen; /
Aber die köstliche Vier blieb mir ins Auge geprägt. …
Auf seiner Italienischen Reise von September 1786 bis Mai 1788 (ein dreiviertel Jahre) war Goethe  auf der Hinreise vier Monate und auf der Rückreise fast ein Jahr in Rom. Faustina lernte er auf der Rückreise kennen, vermutlich erst im Januar 1788. Sein Herzog Carl August berichtete Goethe in seinen Briefen nach Rom auch von seinem Liebesleben. Goethe antwortete am 16. Februar 1788: Es scheint, daß Ihre guten Gedanken unterm 22. Jan. (1788) unmittelbar nach Rom gewirkt haben, denn ich könnte schon von einigen anmutigen Spaziergängen erzählen. So viel ist gewiß und haben Sie, als Doctor longe experimentissimus (Gelehrter mit überaus langer Erfahrung), vollkommen recht, daß eine dergleichen mäßige Bewegung das Gemüt erfrischt und den Körper in ein köstliches Gleichgewicht bringt. Wie ich solches in meinem Leben mehr als einmal erfahren, dagegen auch die Unbequemlichkeit gespürt habe, wenn ich mich von dem breiten Wege auf dem engen Pfad der Enthaltsamkeit und Sicherheit einleiten wollte.
Goethe reiste nach Ostern (Ostersonntag war der 23. März 1788) nach Weimar zurück. Seine amouröse Beziehung mit Faustina war mit drei bis vier Monaten eher kurz, hatte aber großen Einfluss auf seine persönliche Entwicklung.

## Wer war Faustine?
Goethes Abreise aus Karlsbad am 3. September 1786 war unangekündigt, ohne Nennung von Ziel und Dauer. Er entfloh dem 10-jährigen Staatsdienst bei seinem Herzog Carl August und der feinen Gesellschaft in Weimar. Letztlich vereinbarte er mit seinem Arbeitgeber einen bezahlten Urlaub unbestimmter Dauer. Italien war für Goethe das Land seiner Sehnsucht. Er wollte die klassische Antike studieren, den Lebensstil kennenlernen und die freie, „reine“ Liebe erleben. Zur Vermeidung öffentlicher Aufmerksamkeit reiste er inkognito als „Johann Philipp Möller“. Sein in Weimar verbliebener Sekretär Philipp Seidel kannte sein Pseudonym und regelte auf postalische Anweisungen die Korrespondenz und den Geldverkehr.
Auf Einladung von Johann Heinrich Wilhelm Tischbein nahm Goethe Kost und Logis in der Casa Moscatelli, Via del Corso 18 bis 20 (seit 1990 Museum Casa di Goethe) des pensionierten Kutschers Sante Collina, der ihn mit Signor Felippo anredete. Dort wohnten ebenfalls die Maler Johann Georg Schütz und Friedrich Bury. Beim Eintrag in das Einwohnerregister stellte sich Goethe als „Maler Filippo Möller, 32 Jahre alt“ (6 Jahre weniger als tatsächlich) vor und wurde italienisiert als „Sig. Filippo Miller Tedesco di anni 32“ eingetragen. Auch die Namen seiner Mitbewohner waren italienisiert als „Tisben“ (Tischbein), „Zicci“ (Schütz) und „Bir“ (Bury) verzeichnet. Die Post an Goethe wurde von Philipp Seidel in einem zweiten, innerhalb eines an „Al signor Tischbein Pittore Tedesco al Corso, incontro del Palazzo Rondanini, Roma“ adressierten Außenumschlag expediert.
Den Namen Osteria alla Campana / Gasthaus zur Glocke gibt es häufig. Der Dichter Wilhelm Müller stellte 1820 kreativ fest, dass diese Osteria mit der Goldenen Glocke auf dem Platz am Marcellustheater liege. Dort feierten die deutschen Künstler jährlich den Geburtstag Goethes. König Ludwig I. von Bayern ließ 1866 dort eine Gedenktafel anbringen, wo Goethe angeblich sein elegisches Liebesverhältnis begann. Eine Schenke dieses Namens ist in den amtlichen Verzeichnissen des 18. Jahrhunderts jedoch nicht vermerkt. Goethe kannte diese Überlieferung und konnte sie 1827 im Gespräch mit Zahn ins Gespräch bringen: „Kennen Sie auch die Osteria alla Campana?“ Zahn bestätigte dies eifrig, was Goethe zu der Bemerkung veranlasste: „Hier traf ich die Römerin, die mich zu den ‚Elegien‘ begeisterte“. In Wirklichkeit verbarg Goethe die Einzelheiten seines Inkognito eifersüchtig vor der Öffentlichkeit. Er bestätigte Zahns Auffassung, um ihn und seine Landsleute auf eine falsche Fährte zu bringen, um den wahren Schauplatz seiner Liebe zu verbergen.
Die Gaststätte Vinzenz/Vincenzo des Gastwirtes Vinzenz Roesler und seiner Frau in der Via Condotti war bei den deutschen Künstlern besonders beliebt. Das Ehepaar hatte zwei Töchter, Maria Constanza Teresa (20) und Maria Elisabetta Gertrude (14), sowie vier jüngere Söhne. Goethe fielen die beiden Mädchen auf, die am Tisch servierten. Er bat Tischbein, Zeichnungen der Mädchen anzufertigen. Goethes Ausgabenbuch ist zu entnehmen, dass er im Januar 1787 „Vinzenco“ sehr eifrig besuchte. Seine Ausgaben waren üppig, was auf mehrere bewirtete Teilnehmer schließen lässt. Er hatte wohl ein besonderes Interesse an diesen Besuchen.
Constanza Releir (Constanza Roesler) unterzeichnete einen undatierten, nicht adressierten Brief, der sich in Goethes spärlichem privatem Nachlass befindet. Der Brief ist in gutem Italienisch und mit der gleichmäßigen Schrift eines professionellen Schreibers verfasst. Öffentliche Schulen für das Volk, getrennt nach Knaben und Mädchen, wurden in Rom vom Vatikan unterhalten. Knaben wurden in Lesen, Schreiben, Rechnen und Grammatik unterrichtet. Mädchen lernten vor allem Häkeln, Stricken und Nähen. Lesen wurde wenig, Schreiben fast gar nicht unterrichtet. Man befürchtete, dass Mädchen das Schreiben vor allem für Liebesbriefe nutzen würden. Eine Serviererin wie Constanza konnte aufgrund ihrer schlechten Schulbildung nicht einen solch eleganten Brief schreiben.
„Carissimo Amico! / Ieri sera mi fu dato un ventaglio alla / moda; poi mi fu ritolto, desidero / da voi di trovarmene subito un / altro per far vedere a questo, che / si trovano altri ventagli, e forse / piu bello di quello. Scusare l‘ / ardire, e resto / Io Constanza Releir“
„Teuerster Freund! / Gestern Abend wurde mir ein eleganter Fächer gegeben; /
dann wurde er mir wieder abgenommen, / ich wünsche mir von Euch, dass Ihr sofort einen neuen für mich findet, / um jenem zu zeigen, dass es auch andere und vielleicht noch schönere Fächer gibt. / Verzeiht meine Kühnheit, / ich verbleibe Constanza Releir“
Der Fächer war zu damaliger Zeit ein Liebespfand und damit Heiratsantrag. Constanzas bisheriger Werber hatte wohl seine Bewerbung zurückgezogen und sie erwartete von Goethe einen neuen Fächer und damit Heiratsantrag. Der Brief wurde vermutlich Januar oder Februar 1787 vor Goethes Abreise nach Neapel geschrieben, als sich sein Werben endgültig als erfolglos herausstellte. Am 17. Februar 1787, eine Woche vor seiner Abreise nach Neapel, kaufte Goethe einen Ring für einen Scudo und 70 Baiocchi, der wohl ein nachträgliches Abschiedsgeschenk war. Constanza wurde am 19. August 1787 an Antonio Gentile, einen Kellner aus Albano, verheiratet. Die Mitgift betrug 300 Scudi (je zur Hälfte bar und Hausrat). Constanza ist nicht die „Faustine“ der Römischen Elegien.
Die Vermutung, Faustina Di Giovanni (verh. Antonini) sei die heimliche Frau, wird von Eckart Kleßmann und Nicholas Boyle geäußert. Goethe habe während des Karnevals 1788 (Aschermittwoch 6. Februar 1788) eine 24-jährige Witwe dieses Namens kennengelernt, die mit ihrem dreijährigen Kind im Hause ihres Vaters lebte, der eine Osteria betrieb. Diese Identifikation basiert auf Recherchen des römischen Journalisten Valerie, der 1899 Auszüge aus Kirchenbüchern veröffentlichte. Darin findet sich eine Faustina Di Giovanni, die im März 1784 Domenico Antonini heiratete, der bereits im August 1784 verstarb. Allein aufgrund des Vornamens Faustina identifizierte Valeri diese Faustina mit der Faustine der Römischen Elegien. Eine Überprüfung der Kirchenbücher ergab jedoch, dass nicht der Ehemann Domenico, sondern Faustina selbst starb. Ob hier ein Versehen oder eine Fälschung vorliegt, ist nicht entscheidbar. Sigrid Damm schreibt zusammenfassend, dass Faustina Antonini (geb. Di Giovanni) eine 24-jährige Witwe mit dreijährigem Sohn, Tochter des Gastwirtes der „Osteria alla Campana“ sei und wieder bei ihrem Vater lebe. Eine am 17. April 1788 überwiesene Summe von 400 Scudi sei sicherlich für Faustina bestimmt gewesen.
Ein damals häufiger Name wie Faustina ist nicht zur Identifizierung einer bestimmten Person geeignet. In Goethes Nachbarschaft konnten sieben Frauen dieses Namens nachgewiesen werden. Den Tempel des Antoninus Pius und der Faustina in Rom hat Goethe besucht. Von Faustina der Älteren, Gemahlin des Antoninus Pius, wird über ihre übermäßige Freiheit der Sitten berichtet. Der Name Faustina symbolisierte ein Programm der sexuellen Freiheit, das die antiken Römerinnen, selbst die Frau des Kaisers, trotz der Ehe genossen. In der handschriftlichen Endfassung der XXI./18. Elegie sind die wiederholt im Werk verwendeten Worte „mein Mädchen“ am 24. Dezember 1789 durchgestrichen und durch „Faustine“ ersetzt worden. Goethe wollte vermeiden, dass nach einer Veröffentlichung (dann 1795) Bildungsreisende in Rom versuchen würden, die wahre Geliebte zu finden. Ein Allerweltsname sollte auf eine falsche Spur führen, ebenso wie bei der Verschleierung der wirklichen Osteria gegenüber Zahn.
Eine heimliche Liebschaft in Rom war gefährlich und konnte mit Zwangsverheiratung enden. Eltern waren bestrebt, ihre junge Tochter an eine „gute Partie“ zu verheiraten. Auch Constanza war eine auf die Ehe hinarbeitende junge Frau. Ein unerlaubtes Verhältnis musste von der zuständigen Pfarrei dem Vikariatsgericht angezeigt werden. Der Pfarrer musste das anstößige Paar dreimal im wöchentlichen Rhythmus verwarnen und auffordern, das Verhältnis umgehend zu lösen. Bei Nichterfüllung mussten die Akten samt Verwarnungsprotokollen dem Vikariatsgericht vorgelegt werden. Als Maßnahme wurde das Paar verhaftet und durch Androhung der Kerkerstrafe (Beugehaft) zur Heirat gezwungen. Anzeigen derartiger Vergehen gingen von der Nachbarschaft beim Pfarrer ein. In der Kirche wurden die Pfarrkinder ständig ermahnt, über die Reinheit der Sitten zu wachen (Denunziation). Liebende mussten also sorgfältig darauf achten, ihre Beziehung vor den Nachbarn zu verbergen. Aus dieser rigiden Gesellschaftslage entwickelte sich ein Geschäftsmodell für arme Familien. Die Reize eines schönen, jungen Mädchens waren häufig die einzige ökonomische Ressource, um eine heimliche Liebelei durch skrupellose Androhung einer Anzeige mit einer Heirat erfolgreich abzuschließen. Besonders Ausländer, bei denen stets mehr Vermögen vermutet wurde, waren ein begehrtes Ziel.
Goethe suchte jedoch die freie Liebe, eine Beziehung zu einer „reinen“ Frau, die bereit war, Liebe und Sexualität zu verbinden, ohne ihn unter das Ehejoch zu zwingen. Die käufliche Liebe war für ihn ein Notbehelf. Seinem Ausgabenbuch ist zu entnehmen, dass er verschiedentlich Ausgaben für „donne“ (Frauen) machte. Auch ein bezahlter „spasseggio“ (Spaziergang) ist vermerkt. Zweifellos hat Goethe, wie andere Männer dieser Zeit, Prostituierte aufgesucht. Kurt Eisslers psychoanalytischer Befund, Goethe habe in Rom erstmals sexuellen Kontakt gehabt, ist nicht nachvollziehbar.
Die Ehe verabscheute Goethe. Zu seiner Zeit war diese nur ein zwischen den Parteien ausgehandelter Vertrag zur Gründung einer Familie und Sicherung der Nachkommenschaft. Das Herz hatte dabei keinen Einfluss, Zuneigung war nicht erforderlich. Nach seiner Rückkehr in Weimar am 17. Juni 1788 lernte er am 13. Juli 1788 Christiane Vulpius kennen und lebte mit ihr 18 Jahre unverheiratet zusammen. Von den fünf gemeinsamen Kindern starben vier sehr früh, nur der Sohn August Goethe wurde erwachsen. Am 19. Oktober 1806, fünf Tage nach der Schlacht bei Jena, heiratete Goethe Christiane aus Dankbarkeit für ihr beherztes Eingreifen, als marodierende französische Soldaten ihr Haus besetzten.
Eine Unbekannte hat real existiert. Der Wirt Sante Collina erstellte chronologisch Monatsrechnungen für die verzehrten Speisen. Es finden sich hierin die festen Pensionsgäste und gelegentliche Besucher. Es fällt auf, dass Goethe regelmäßig Frühstück und Mittagessen einnahm, aber abends fast nie zu Hause speiste. Er zog es wohl vor, die Osterien in Rom zu besuchen. Vom 10. Dezember 1787 bis 28. Januar 1788 nahm eine fünfte unbekannte Person, insgesamt 16-mal, am Essen teil, zweimal noch eine sechste Person. Jedes Mal war auch Goethe anwesend. Die Gäste waren ihm wohl sehr wichtig, denn er bestellte kräftigere Speisen als gewöhnlich. Statt des frugalen Standardmenüs Käse, Sardellen und Salat gab es nun Fleischgerichte, bei denen auch Schweinefleisch (Würste) aufgetragen wurden. Dies wurde eigentlich nur von den unteren Schichten gegessen, weil es billiger war als das von der wohlhabenden Schicht bevorzugte Rindfleisch. Es dürfte sich um Gäste gehandelt haben, denen Schweinefleisch schmeckte. Im Februar 1788 war der unbekannte Gast zum letzten Mal eingeladen, und Goethe kehrte danach zu seiner alten Gewohnheit zurück, außer Haus zu Abend zu essen. Bei dem unbekannten Gast könnte es sich um ein Mädchen aus ärmeren Schichten gehandelt haben, das auch zweimal von der Mutter begleitet wurde.
Ein zweiter Brief in Goethes privatem Nachlass ist von einer Frau ungelenk geschrieben, undatiert und nicht unterzeichnet. Die Absenderin konnte offensichtlich nur mangelhaft schreiben.
„Io vorei sapere perche sete ieri a sera / an dato a cosi via senza dirmi niente / io io credo che che vi siete piliato / colara ma io spero di no io sons tutta / per lei amatima sie potete come io / amo a lei io sspero di avere una / bona risposta de lei che pero che non / sia como io o pensato adio adio“
„Ich möchte wissen, warum Ihr gestern Abend so fortgegangen seid, ohne mir etwas zu sagen. Ich fürchte, Ihr seid zornig mit mir, aber ich hoffe nicht. Ich bin ganz für Euch. Liebt mich, wenn Ihr könnt, so, wie ich Euch liebe. Ich hoffe, eine gute Antwort von Euch zu haben, die, ich hoffe, nicht so ist, wie ich gedacht habe. Adieu, Adieu.“ (sinngemäße Übersetzung)
Das Schreiben ist nicht an Goethe, sondern an Tischbein adressiert. Auf der Rückseite steht durchgestrichen „Disbein“ und dann „all sivore Disbein in Roma“. Zu dieser Zeit, von Dezember 1787 bis Januar 1788, war Tischbein nicht mehr in Rom, er war nach Neapel umgezogen. Goethes Spitzname „Flemmaccio“ (Phlegmatiker) weist darauf hin, dass Tischbein ein schüchterner, passiver Mensch war und Frauen lieber aus dem Weg ging. Goethe ließ sich die Post weiterhin an die übliche Adresse „al signor Tischbein, in contro al palazzo Rondanini“ schicken. Seine Wirtsleute wies er an, ihm die an Tischbein adressierte Post auszuhändigen. Auf dem Billet der Unbekannten steht der Name, aber keine Adresse. Sie kannte wohl den Ort und Goethes Postgewohnheiten. Die Geliebte traute den Wirtsleuten nicht und unterschrieb den Brief nicht. Goethe und die Unbekannte mussten ihr unerlaubtes Verhältnis geheim halten. Bei Entdeckung hätte durch  das Vikariatsgericht die Zwangsverheiratung gedroht.
In der VIII/6. Elegie Kannst Du, oh Grausamer … beklagt eine  unbekannte Geliebte, dass ihr Geliebter sie Eifersucht vortäuschend zürnend verlassen habe. Sie bezeichnet sich als (6) … die Witwe … , (13) Arm bin ich, leider! und jung, und wohlbekannt den Verführern: … . Sie beteuert, (12) Nie hat ein Geistlicher sich meiner Umarmung gefreut. Auch nicht die in Rom als Schürzenjäger bekannten „Prälat Alessio Falconieri (Violettstrumpf)“ und „Kardinal Giovanfrancesco Albani (Rotstrumpf)“. Die im Brief beschriebene Situation ist eine gelungene, dichterische Darstellung einer realen Liebesbeziehung.
Es gelang beiden, das Verhältnis geheim zu halten. Der Ort der leidenschaftlichen Treffen wird nicht erwähnt. Das Verhältnis wurde in gegenseitigem Einvernehmen beendet. Weder die Geliebte noch deren Verwandten versuchten, Goethe mit unlauteren Maßnahmen zurückzuhalten. Goethe litt jedoch unter der Trennung. Nach eigenem Bekunden weinte er 14 Tage vor seiner Abreise aus Rom (24. April 1788) täglich wie ein Kind. Er scheint in Rom einmalig glücklich gewesen zu sein, wie er Johann Peter Eckermann am 9. Oktober 1828 erklärte: … ich bin, mit meinem Zustande in Rom verglichen, eigentlich nachher nie wieder froh geworden.
Die Unbekannte (Faustine) war eine junge Witwe mit kleinem Kind, hübsch, arm und treu. Die Mutter förderte das Verhältnis mit dem wohlhabenden Freier; die übrige Familie störte nicht. Die Verbindung wurde schmerzhaft in gegenseitigem Einvernehmen beendet. Goethe zahlte eine großzügige Apanage zur Zukunftssicherung der Kleinfamilie. Er wies Philipp Seidel noch vor seiner Abreise aus Rom am 19. April 1788 an, 400 Scudi auf das gut gefüllte Konto bei seinem Bankier in Rom zu überweisen. Nach der Rückkehr am 28. August 1788 wurden nochmals 150 Scudi überwiesen. Trotz genauer Kontenklärung ist nicht feststellbar, für wen diese erhebliche Summe von 550 Scudi (eine zweifache Mitgift in bar, Constanza Roesler bekam 300 Scudi halb bar und halb sächlich) bestimmt war. Bankiers vermögen den Geldverkehr diskret abzuwickeln.
Offene Fragen verbleiben: Von den Mitbewohnern ist keine Notiz über Goethes kurzzeitig häufigen, fremden Frauenbesuch bei Tische überliefert. Der Ort der leidenschaftlichen Treffen ist unbekannt. Er dürfte jedoch durch die damalige Bausubstanz bedingt aufgefallen sein, wie in der III. Elegie (32) Und des geschaukelten Betts lieblicher knarrender Ton mithörbar beschrieben wird.